# Carles Alexandre I de Saxònia-Weimar-Eisenach
Carles Alexandre I de Saxònia-Weimar-Eisenach (Weimar, 24 de juny de 1818 - 1901) fou gran duc de Saxònia-Weimar-Eisenach des de l'any 1856 fins a l'any 1901.
Nascut a la ciutat de Weimar, capital del gran ducat de Saxònia-Weimar-Eisenach, el dia l'any 1818 essent fill del gran duc Carles Frederic I de Saxònia-Weimar-Eisenach i de la gran duquessa Maria de Rússia. Carles Alexandre era net per via paterna del gran duc Carles August I de Saxònia-Weimar-Eisenach i de la landgravina Lluïsa de Hessen-Darmstadt; i per via paterna ho era del tsar Pau I de Rússia i de la princesa Sofia de Württemberg.
El dia 8 d'octubre de 1842 contragué matrimoni a La Haia amb la princesa Sofia dels Països Baixos, filla del rei Guillem II dels Països Baixos i de la gran duquessa Anna de Rússia. La parella tingué quatre fills:
- SA el príncep Carles August de Saxònia-Weimar-Eisenach, nat el 1844 a Weimar i mort el 1894 a Cap Martin (França). Es casà amb la princesa Paulina de Saxònia-Weimar-Eisenach.
- SA la princesa Maria Anna de Saxònia-Weimar-Eisenach, nada el 1849 a Weimar i morta el 1922 a Trebschen. Es casà l'any 1876 a Weimar amb el príncep Enric VII de Reuss.
- SA la princesa Maria Anna Sofia de Saxònia-Weimar-Eisenach, nada el 1851 a Weimar i mort el 1859 a la mateixa capital del gran ducat.
- SA la princesa Elisabet de Saxònia-Weimar-Eisenach, nada el 1854 a Weimar i morta a Wiligrad el 1908. Es casà el 1886 a Weimar amb el duc Joan Albert de Mecklenburg-Schwerin.

Durant el seva joventut el gran duc mantingué una profunda amistat amb l'escriptor danès Hans Christian Andersen. Aquesta amistat quedà abruptament tallada amb l'inici de les hostilitats germanodaneses l'any 1849. L'escriptor danès afirmà d'ell: Aprecio sincerament al jove duc, ell és el primer de tots els prínceps que trobo realment encantador.
Durant el llarg regnat de Carles Alexandre, el monarca inicià la restauració i conservació de diversos conjunt monumentals als seus territoris, entre aquestes obres destaca la restauració del Castell de Wartburg. A més a més, el gran duc continuà la tradició familiar de protecció d'artistes i intel·lectuals, protegint a Richard Wagner i a Franz Liszt.